# Koch Group
Die Koch Group AG (Eigenschreibweise: KOCH Group) ist ein Familienunternehmen in zweiter Generation. Es ist auf den Vertrieb von Eisenwaren, Beschlägen, technischen- und chemischen Produkten für die Bauindustrie und der Ausrüstung von Türen mit Verschluss- und Rettungswegtechnik sowie Zutrittskontrollen spezialisiert. Sie beschäftigt über 300 Mitarbeitende und betreibt neben einem Onlineshop mit mehr als 80'000 Artikel fünf Filialen in der Schweiz.

## Geschichte
Im Jahr 1948 übernahmen die beiden Brüder Eugen und Paul Koch die elterliche Eisenwarenhandlung Gebr. KOCH in Bülach. 1952 spezialisierten sich die beiden Brüder für das holz- und kunststoffverarbeitende Baunebengewerbe und liquidierten das übrige Warensortiment. 1953 wurde die Kollektivgesellschaft Gebr. KOCH in die Einzelfirmen Paul Koch in Zürich und Eugen Koch in Weinfelden aufgespalten. Die Eugen Koch in Weinfelden eröffnete im 1958 eine Filiale in St. Gallen. Nach einem Umzug im Jahre 1964 in ein grösseres Geschäftshaus der Filiale St. Gallen wurde das Geschäft in Weinfelden im Jahre 1970 verkauft. Die Paul Koch in Zürich bezog 1966 das eigene Geschäftshaus in Wallisellen. Die Einzelfirmen Paul Koch wurde im 1979 in die Aktiengesellschaft Paul Koch AG in Wallisellen umgewandelt. Die Eugen Koch folgte im 1981 mit Eugen Koch AG in St. Gallen nach. Zusätzliche Standorte wurden mit der KWB Beschläge AG in Bern, Paul Koch AG in Birsfelden, KWB Beschläge AG in Bulle und Fritz Blaser + Cie. AG in Basel erschlossen. 2015 wurden die drei Unternehmen Paul Koch AG, Eugen Koch AG und KWB Beschläge AG zur Koch Group AG umfirmiert und ein konsistenter Marktauftritt realisiert. 2016 firmierte sich die Fritz Blaser + Cie. AG ebenfalls zur Koch Group AG um und übernahm den kompletten Markenauftritt. Des Weiteren wurde der Standort in Birsfelden nach Basel verlagert und dort vollständig integriert.
Heute verteilt sich die Gruppe auf fünf Standorte in der Schweiz und bietet über 330 Personen einen modernen Arbeitsplatz.

## Organisation
Die Koch Group AG besteht aus den vier eigenständigen Aktiengesellschaften:
- Koch Group AG Wallisellen[2]
- Koch Group AG St. Gallen[3]
- Koch Group AG Bern[4]
- Koch Group AG Basel[5]

## Standorte
Die Koch Group AG betreibt an folgenden Standorten in der Schweiz Filialen:
- Wallisellen (Koch Group AG Wallisellen)
- St. Gallen (Koch Group AG St. Gallen)
- Bern (Koch Group AG Bern)
- Bulle (Zweigniederlassung der Koch Group AG Bern)
- Basel (Koch Group AG Basel)

## Fachhandel
Im Onlineshop und an den fünf Standorten werden mehr als 100'000 Artikel wie Beschläge, technische und chemische Produkte sowie dazugehörige Verarbeitungshilfsmittel wie Werkzeuge, Maschinen und weitere Produkte für alle Betriebe im Baugewerbe insbesondere Schreiner, Küchen- und Holzbauer sowie Türen- und Fensterproduzenten angeboten.

## Sicherheitstechnik
An allen Standorten arbeiten Projektteams an der Entwicklung, Planung und Realisierung von Schließanlagen und Zutrittskontrollen mit Verschluss-, Flucht- und Rettungswegsystemen. Dies im Auftrag und in Zusammenarbeit mit Architekten, Generalunternehmer und Bauherren. Die Anlagen werden durch Servicemonteure installiert, in Betrieb gesetzt und gewartet.